# Selección femenina de voleibol sub-18 de los Países Bajos
La selección femenina de voleibol sub-18 de los Países Bajos representa a los Países Bajos en el voleibol femenino y partidos amistosos bajo la edad de 18 años y se rige por la Asociación Neerlandesa de Voleibol que es una filial de la Federación Internacional de Voleibol (FIVB) y también parte de la Confederación Europea de Voleibol (CEV).

## Participaciones

### Juegos Olímpicos de la Juventud
| Año   | Resultado                  | Pos.                       |
| ----- | -------------------------- | -------------------------- |
| 2010  | No clasificó               | No clasificó               |
| 2014  | No hubo evento de voleibol | No hubo evento de voleibol |
| 2018  | No hubo evento de voleibol | No hubo evento de voleibol |
| Total | 0 títulos                  | 0/1                        |

### Campeonato Mundial de Voleibol Femenino Sub-18
| Año   | Resultado    | Pos.         |
| ----- | ------------ | ------------ |
| 1989  | No clasificó | No clasificó |
| 1995  | No clasificó | No clasificó |
| 1997  |              | 9th place    |
| 1999  |              | 9th place    |
| 2001  | No clasificó | No clasificó |
| 2017  | No clasificó | No clasificó |
| Total | 0 Titles     | 2/15         |

### Campeonato Europeo Juvenil de Voleibol Femenino
| Año    | Resultado    | Pos.             |
| ------ | ------------ | ---------------- |
| 1995   | No participó | No participó     |
| 1997   | No clasificó | No clasificó     |
| 1999   |              | Medalla de plata |
| 2001   | No clasificó | No clasificó     |
| 2005   | No clasificó | No clasificó     |
| 2007   |              | 7°               |
| 2009   |              | 11°              |
| 2011   | No clasificó | No clasificó     |
| / 2013 |              | 9°               |
| 2015   |              | 9°               |
| 2017   |              | 7°               |
| 2018   |              | 10°              |
| Total  | 0 Titles     | 7/13             |

## Jugadores

### Equipo actual
La siguiente es la lista neerlandesa en el Campeonato Europeo de 2017.
Entrenador:  Julien Van De Vyver
| Nombre                | Año de nacimiento | Altura              | Peso             | Pico         | Bloqueo      |
| --------------------- | ----------------- | ------------------- | ---------------- | ------------ | ------------ |
| Baijens Indy          | 2001              | 1,9 m (6' 24/5")    | 67 kg (147,7 lb) | 0 cm (0 plg) | 0 cm (0 plg) |
| Bekhuts Wies          | 2001              | 1,75 m (5' 829/32") | 55 kg (121,3 lb) | 0 cm (0 plg) | 0 cm (0 plg) |
| Boereboom Matilde     | 2001              | 1,69 m (5' 61/2")   | 55 kg (121,3 lb) | 0 cm (0 plg) | 0 cm (0 plg) |
| oom Dagmar            | 2000              | 1,81 m (5' 11,30")  | 67 kg (147,7 lb) | 0 cm (0 plg) | 0 cm (0 plg) |
| Bröring Kirsten       | 2000              | 1,9 m (6' 24/5")    | 77 kg (169,8 lb) | 0 cm (0 plg) | 0 cm (0 plg) |
| Crijns Claire         | 2000              | 1,86 m (6' 11/5")   | 68 kg (149,9 lb) | 0 cm (0 plg) | 0 cm (0 plg) |
| De Vries Tess         | 2001              | 1,84 m (6'2/5")     | 67 kg (147,7 lb) | 0 cm (0 plg) | 0 cm (0 plg) |
| Denessen Eke          | 2001              | 1,75 m (5' 829/32") | 55 kg (121,3 lb) | 0 cm (0 plg) | 0 cm (0 plg) |
| Geerdink Eline        | 2000              | 1,96 m (6' 51/5")   | 73 kg (160,9 lb) | 0 cm (0 plg) | 0 cm (0 plg) |
| Hendricks Lara        | 2000              | 1,8 m (5' 1029/32") | 57 kg (125,7 lb) | 0 cm (0 plg) | 0 cm (0 plg) |
| Jasper Hester         | 2001              | 1,75 m (5' 829/32") | 63 kg (138,9 lb) | 0 cm (0 plg) | 0 cm (0 plg) |
| Korevaar Demi         | 2000              | 1,87 m (6' 13/5")   | 71 kg (156,5 lb) | 0 cm (0 plg) | 0 cm (0 plg) |
| Kos Susanne           | 2000              | 1,7 m (5' 629/32")  | 64 kg (141,1 lb) | 0 cm (0 plg) | 0 cm (0 plg) |
| Marring Nova          | 2001              | 1,81 m (5' 11,30")  | 68 kg (149,9 lb) | 0 cm (0 plg) | 0 cm (0 plg) |
| Meijers Annick        | 2000              | 1,88 m (6' 2")      | 70 kg (154,3 lb) | 0 cm (0 plg) | 0 cm (0 plg) |
| Meinders Fleur        | 2001              | 1,83 m (6')         | 71 kg (156,5 lb) | 0 cm (0 plg) | 0 cm (0 plg) |
| Mulder Vera           | 2000              | 1,89 m (6' 22/5")   | 68 kg (149,9 lb) | 0 cm (0 plg) | 0 cm (0 plg) |
| Nobel Lisa            | 2000              | 1,81 m (5' 11,30")  | 66 kg (145,5 lb) | 0 cm (0 plg) | 0 cm (0 plg) |
| Van Aalen Sarah       | 2000              | 1,82 m (5' 11,70")  | 68 kg (149,9 lb) | 0 cm (0 plg) | 0 cm (0 plg) |
| Van Der Woude Maureen | 2000              | 1,9 m (6' 24/5")    | 74 kg (163,1 lb) | 0 cm (0 plg) | 0 cm (0 plg) |
| Van Solkema Wies      | 2000              | 1,77 m (5' 9,70")   | 61 kg (134,5 lb) | 0 cm (0 plg) | 0 cm (0 plg) |
| Vellener Charlot      | 2001              | 1,79 m (5' 101/2")  | 74 kg (163,1 lb) | 0 cm (0 plg) | 0 cm (0 plg) |
| Vos Rianne            | 2000              | 1,78 m (5' 10,10")  | 56 kg (123,5 lb) | 0 cm (0 plg) | 0 cm (0 plg) |
| Wagner Quinty         | 2000              | 1,8 m (5' 1029/32") | 68 kg (149,9 lb) | 0 cm (0 plg) | 0 cm (0 plg) |